# Saison 2014 de l'équipe cycliste Colombia
La saison 2014 de l'équipe cycliste Colombia est la troisième de cette équipe.

## Préparation de la saison 2014

### Arrivées et départs
Fin décembre, la direction de la formation décide de mettre fin au contrat le liant à Alexis Camacho, prétextant un manque d'adaptation du coureur au cyclisme européen.
| Arrivées             | Équipe 2013                           |
| -------------------- | ------------------------------------- |
| Edward Díaz          | Lotería de Boyacá se atreve           |
| Luis Largo           | Indeportes Boyacá-EBSA                |
| Darwin Pantoja       | Movistar Team America                 |
| Jonathan Paredes     | Supergiros-Blanco del Valle-Redetrans |
| Miguel Ángel Rubiano | Androni Giocattoli-Venezuela          |
| Rodolfo Torres       | Formesan-Bogotá Humana                |

| Départs           | Équipe 2014                |
| ----------------- | -------------------------- |
| Darwin Atapuma    | BMC Racing                 |
| Alexis Camacho    | Boyacá se Atreve           |
| Esteban Chaves    | Orica-GreenEDGE            |
| Marco Corti       |                            |
| Wilson Marentes   | Formesan-Bogotá Humana-ETB |
| Dalivier Ospina   | Supergiros-Redetrans       |
| Michael Rodríguez | EBSA-Indeportes Boyacá     |
| Juan Pablo Suárez | EPM-UNE-Área Metropolitana |

## Déroulement de la saison
La formation débute l'UCI Europe Tour 2014, en Italie, par le GP de la côte étrusque. Deux coureurs, Jarlinson Pantano et Rodolfo Torres, finissent dans le petit peloton qui se dispute la deuxième place, derrière l'homme échappé Simone Ponzi. Pantano, en terminant onzième, inscrit les premiers points de sa formation à l'UCI Europe Tour 2014. Inscrire des points dès la première course est un fait sans précédent pour le Team Colombia, en trois saisons.
L'épreuve suivante au programme est l'Étoile de Bessèges. À cette occasion, après Rodolfo Torres en Italie, trois nouvelles recrues Edward Díaz, Jonathan Paredes et Luis Largo disputent leur première compétition avec leur nouvelle équipe. Cinq hommes sur huit finissent les quatre premières étapes dans le peloton, comme, à la grande satisfaction de son directeur sportif, Edward Díaz, dix-neuf ans seulement. Rodolfo Torres, déjà à l'attaque dans la deuxième étape, fait partie de l'échappée fleuve du lendemain. Le contre-la-montre de clôture détermine le classement final où Carlos Quintero se place premier d'entre eux, au dix-neuvième rang.
Les coureurs colombiens restent dans le sud de la France pour leur troisième course européenne, le Tour méditerranéen. L'arrivée au sommet du Mont Faron, le dernier jour, est spécialement visée par Fabio Duarte. Confiants en leur possibilité, en regard de leur début de saison, le résultat au sommet de cette ascension déçoit les responsables de l'équipe. Carlos Quintero et Fabio Duarte, sur qui ils comptaient, sont victimes d'incidents mécaniques, dans les trente derniers kilomètres de l'étape, les empêchant d'être placer correctement au pied du Mont. Le premier d'entre eux, Duarte finit vingt-huitième. Cependant le maillot du meilleur grimpeur acquis par Jarlinson Pantano, lors de son échappée de la deuxième étape, et qu'il réussit à défendre jusqu'au bout, satisfait le directeur sportif Oscar Pelliccioli, tout comme la fugue au long cours de Juan Pablo Valencia, le premier jour.
Le 20 février, le manager général Claudio Corti ordonne, de manière préventive, la suspension immédiate de Luis Largo, après la révélation d'un résultat non-négatif, lors d'un contrôle, effectué hors-compétition, le 22 janvier, à Villongo (province de Bergame), peu de temps après son arrivée en Italie.
Le lendemain, huit coureurs sont au départ du Trofeo Laigueglia. Cinq viennent de disputer le Tour méditerranéen et leur directeur sportif Valerio Tebaldi comptent sur eux pour bien figurer à l'arrivée. Ils sont accompagnés, notamment, par Miguel Ángel Rubiano. Après la fugue matinale où l'équipe est représentée par Robinson Chalapud, un petit peloton se forme derrière un duo d'échappés. Trois des leurs y ont pris place. Jarlinson Pantano et Carlos Quintero participe à l'effort pour permettre au groupe de revenir, privilégiant une arrivée au sprint pour Rubiano. Seulement de retour à la compétition, après le Tour de San Luis, ce dernier manque d'explosivité et ne termine que douzième. Malgré un résultat décevant, Claudio Corti se satisfait de l'implication des siens dans la poursuite.
Le 22, une partie de l'effectif est de retour en France pour disputer le Tour du Haut-Var. Oscar Pelliccioli espère un bon comportement d'hommes comme Duarte, Pantano ou Rubiano, aptes à bien figurer dans l'arrière-pays varois. Comme il l'avait fait à l'Étoile de Bessèges, Rodolfo Torres se glisse dans l'échappée matinale de cinq coureurs, même s'il insiste en solitaire, il est revu par le grand groupe à vingt-six kilomètres de l'arrivée. Le peloton termine l'étape en file indienne avec de nombreuses cassures, Rubiano se classe le mieux, à six secondes du vainqueur, son compatriote Carlos Betancur. Dans la deuxième étape, plus accidentée, Fabio Duarte attaque dans l'ultime ascension mais se fait rejoindre. Il termine dans le peloton, à douze secondes des deux échappés victorieux, en compagnie de Pantano et de Rubiano. Celui-ci, dixième à Draguignan, finit meilleur d'entre eux à la onzième place, dix-huit secondes derrière Betancur.
Puis l'équipe Colombia dispute une épreuve de l'UCI Asia Tour, pour la première fois en trois années d'existence, le Tour de Langkawi. Bien lui en pris puisque, lors de la première étape, Dúber Quintero mène à bien une échappée qui lui permet de s'imposer et de s'emparer du maillot de leader. Au grand plaisir de Claudio Corti, qui constate que ses protégés effectuent le meilleur début de saison, depuis que la formation existe, y voyant le symptôme d'une adaptation réussie au cyclisme international. Parti avec quatre hommes dès le deuxième kilomètre, Dúber Quintero leur fausse compagnie à mille cinq cents mètres de l'arrivée, pour gagner avec onze secondes d'avance sur eux et près de quatre-vingt sur le peloton. Il garde la tête du classement général durant trois jours, jusqu'à l'arrivée en altitude aux Genting Highlands, où seul Carlos Quintero est capable de s'immiscer dans les dix premiers. La septième étape, la plus longue de cette édition, voit de nouveau Dúber Quintero, dans une échappée, revue par le peloton à une quinzaine de kilomètres de l'arrivée. Leonardo Duque réalise, ce jour-là, sa meilleure performance de l'année, en terminant troisième du sprint final. Un temps perdu, Carlos Quintero récupère sa place dans le Top ten, à la faveur d'une longue escapade, en compagnie de Jonathan Monsalve, la veille de l'arrivée. La formation termine quatrième, sur les vingt et une présentes, au classement par équipes.   
Pendant ce temps, Amaury Sport Organisation annonce les sept équipes invitées pour disputer la Flèche wallonne et Liège-Bastogne-Liège. La formation fait partie de la sélection et participera pour la première fois à la Doyenne et pourra escalader le mur de Huy, pour la troisième fois.
Le 2 mars, le reste de l'effectif, resté en Europe, dispute le Grand Prix de Lugano. Fabio Duarte, deuxième de la course en 2011, y est attendu par son directeur sportif Oscar Pelliccioli, tout comme le sont Miguel Ángel Rubiano et Jarlinson Pantano. Ce dernier est le seul à terminer dans le petit groupe, sélectionné par la dernière difficulté de l'épreuve, qui se dispute la victoire. Il finit septième. Rubiano et Rodolfo Torres achèvent l'épreuve, quant à eux, dans un deuxième groupe à vingt-quatre secondes du vainqueur Mauro Finetto.
La semaine suivante, trois courses d'un jour attendent, en Italie, les sept membres de l'équipe qui ont disputé l'épreuve suisse. Pellicioli compte sur les vétérans des compétitions européennes que sont Duarte, Pantano et Rubiano pour s'illustrer. Il espère que les quatre débutants pourront s'immiscer dans les échappées matinales. Il pense à Darwin Pantoja pour le GP de Camaiore; à Rodolfo Torres, et son passé de vttiste pour les Strade Bianche; à Edward Díaz et à Jonathan Paredes pour la Roma Maxima.
À Camaiore, quatre hommes se détachent dans l'ultime ascension et se disputent la victoire. Pantano et Rubiano terminent au-delà de la vingtième place, dans le groupe qui se dispute la cinquième place, à trois secondes du vainqueur Diego Ulissi.
Après sa douzième place lors de l'édition 2012, Pantano fait des Strade Bianche, un objectif. Mais un saut de chaîne lui fait perdre le contact avec la tête de la course. Après une chasse vaine, il termine à plus de neuf minutes, en compagnie de Rubiano et de Torres.
Jarlinson Pantano se console de la déception de la veille, en se mêlant au sprint qui clôt la Roma Maxima. Alejandro Valverde conserve une seconde d'avance sur un peloton, formé par les éléments éparpillés par la dernière ascension. Pantano obtient la septième place. Malgré une chute à mi-parcours, Miguel Ángel Rubiano termine également dans ce groupe.
Après onze jours sans compétition, consacrés à l'entraînement, à l'amélioration de leur condition ou à la reconnaissance d'arrivée en altitude du prochain Tour d'Italie, les Colombiens reprennent un dossard, lors du GP Nobili Rubinetterie.
Malgré leur présence dans les échappées, ils ne peuvent contre-carrer l'arrivée en grand groupe, reformé dans les derniers kilomètres de l'épreuve. Dans le sprint, le premier d'entre eux, Jarlinson Pantano termine dix-septième.
La dernière semaine de mars voit l'équipe engager deux formations dans deux courses à étapes. C'est à cette occasion que Juan Esteban Arango et Edwin Ávila font leur retour, après avoir été laissés à la disposition de leur équipe nationale pour les Mondiaux sur piste, disputés à domicile. Ils disputent leur première course au sein du Team Colombia depuis le Tour de San Luis, lors de la Semaine internationale Coppi et Bartali. En obtenant la cinquième place dans l'étape la plus accidentée, Jarlinson Pantano réussit à s'immiscer dans les dix premiers du classement général, place qu'il conserve à l'issue du contre-la-montre en côte, du dernier jour. La deuxième équipe, engagée en Corse, dans le Critérium international voit également un coureur terminer dans le Top 10. Fabio Duarte, huitième de l'étape de montagne, se classe, en effet, dixième, grâce, également, à son bon comportement dans le contre-la-montre du premier jour. 
Début avril, une partie de l'effectif, avec Leonardo Duque à sa tête, reste en France pour disputer le Circuit de la Sarthe. Comme espéré par son directeur sportif, Dúber Quintero se met en évidence en participant à des échappées au long cours, les deux premiers jours. Puis c'est au tour de Rodolfo Torres de se distinguer. Dans la quatrième étape, qui se termine par un circuit à effectuer cinq fois, avec l'ascension du Mont des Avaloirs, en point d'orgue, il est le seul de la formation, à rester à l'avant de la course. Seizième de l'étape, il termine à cette même place au classement général final, le lendemain.
Une partie de l'effectif repart en Colombie, préparer les échéances prochaines, en effectuant un stage en altitude. Quelques coureurs profitent de leur présence sur le sol natal pour disputer les Championnats de Colombie, sous les couleurs de la ligue départementale dont ils sont issus. Ainsi Darwin Pantoja est sélectionné par la ligue de Nariño, pour la représenter. Mieux son coéquipier Miguel Ángel Rubiano, participant pour celle de Bogota, devient champion de Colombie de la course en ligne. À quatre tours de l'arrivée, Rubiano intègre l'échappée décisive puis dispose de ses huit derniers compagnons de fugue. Ayant remarqué que la route était en faux-plat montant jusqu'au cinq cents derniers mètres, il anticipe son sprint pour obtenir plusieurs longueurs d'avance dans la légère descente menant à l'arrivée, écart suffisant pour s'imposer malgré le retour de ses adversaires, dans les derniers mètres.

Une proposition originale a été offerte aux fans de l'équipe en leur demandant de voter, sur les réseaux sociaux, pour choisir le maillot qu'étrennera le nouveau champion de Colombie au prochain Tour d'Italie. Plus de 10 000 personnes ont participé à l'élection et sur les trois possibilités, la tunique tricolore à dominante jaune a été choisi.
En vue des deux objectifs principaux que sont la Flèche wallonne et Liège-Bastogne-Liège, ceux qui sont restés en Europe participent à la mi-avril, à deux courses préparatoires, la Flèche brabançonne et le Grand Prix de Denain, le lendemain. Bien qu'il vienne de s'imposer une période d'entraînement en vue du Tour d'Italie, Valerio Tebaldi espère voir Fabio Duarte jouer un rôle dans la première épreuve, lui qui s'y était illustré, deux ans auparavant. Tandis qu'il attend les pistards Juan Esteban Arango et Edwin Ávila dans la course française, qui se termine généralement par un sprint.

Duarte est au rendez-vous mais ne peut accompagner, dans la bosse d'arrivée (le Schavei, 700 mètres à 5,2 %), un petit groupe qui se dispute la victoire finale, au contraire de Jeffrey Romero. Ce dernier, cependant, manque de fraîcheur pour ne pas fermer la marche de celui-ci (il termine treizième). Sans surprise, la course dans le Nord de la France se termine par un sprint. Tebaldi avait demandé à Edwin Ávila de montrer son potentiel. Même si l'objectif était une troisième ou quatrième place, Ávila obtient, à Denain, son meilleur résultat de la saison dans une arrivée groupée, en se classant au septième rang.
Parallèlement aux compétitions, l'encadrement technique doit s'occuper de la logistique d'une équipe cycliste professionnelle, et notamment de la délivrance des visas pour voyager entre deux courses. Pour pouvoir disputer le Tour d'Italie, la formation a besoin de visas pour pouvoir circuler au Royaume-Uni. Des complications à l'ambassade britannique à Rome, au moment de l'obtention de ceux-ci, oblige l'équipe à renoncer au Tour de Turquie.

## Coureurs et encadrement technique

### Effectif

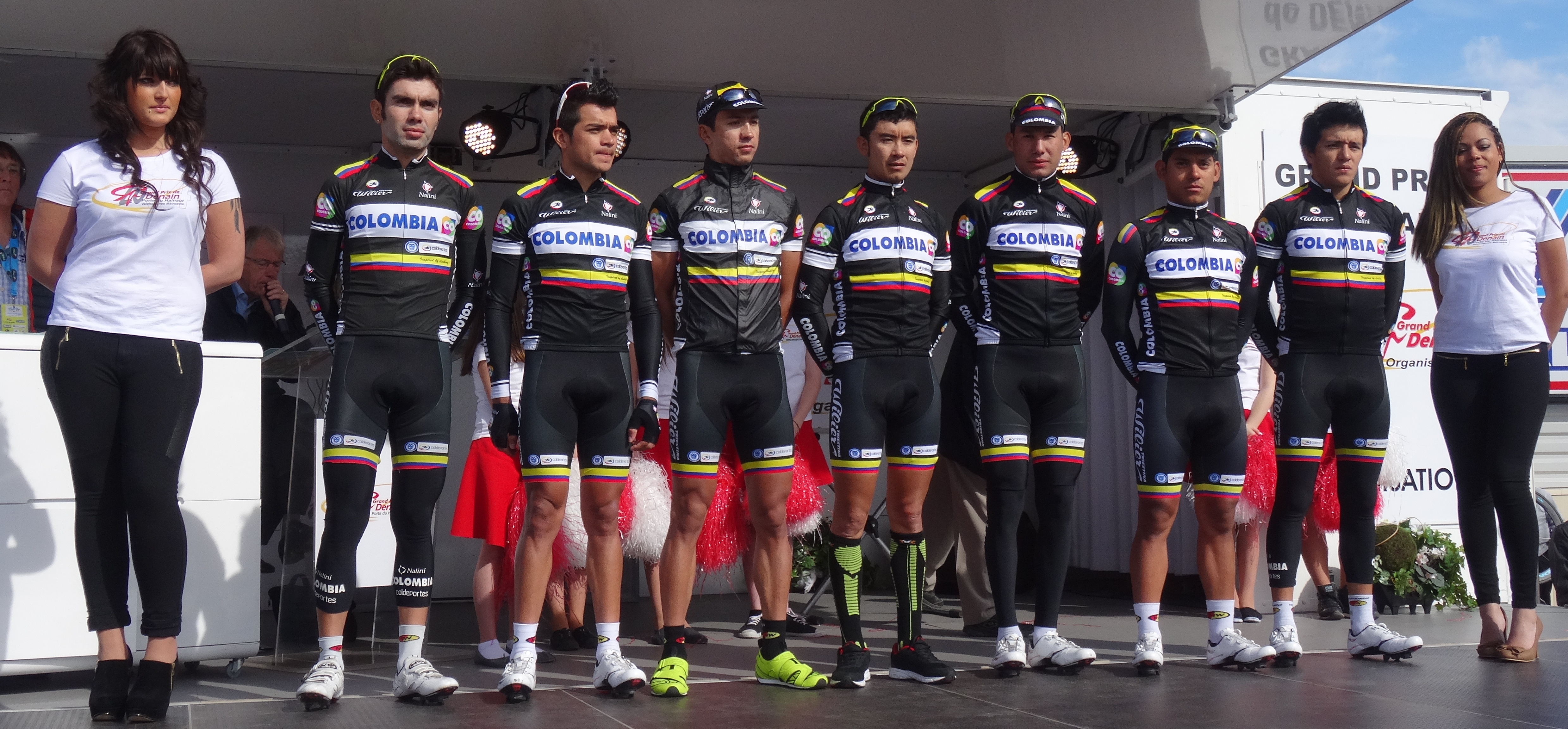
Jeffry Romero, Fabio Duarte, Juan Esteban Arango, Rodolfo Torres, Dúber Quintero, Edwin Ávila et Edward Díaz lors du Grand Prix de Denain 2014.

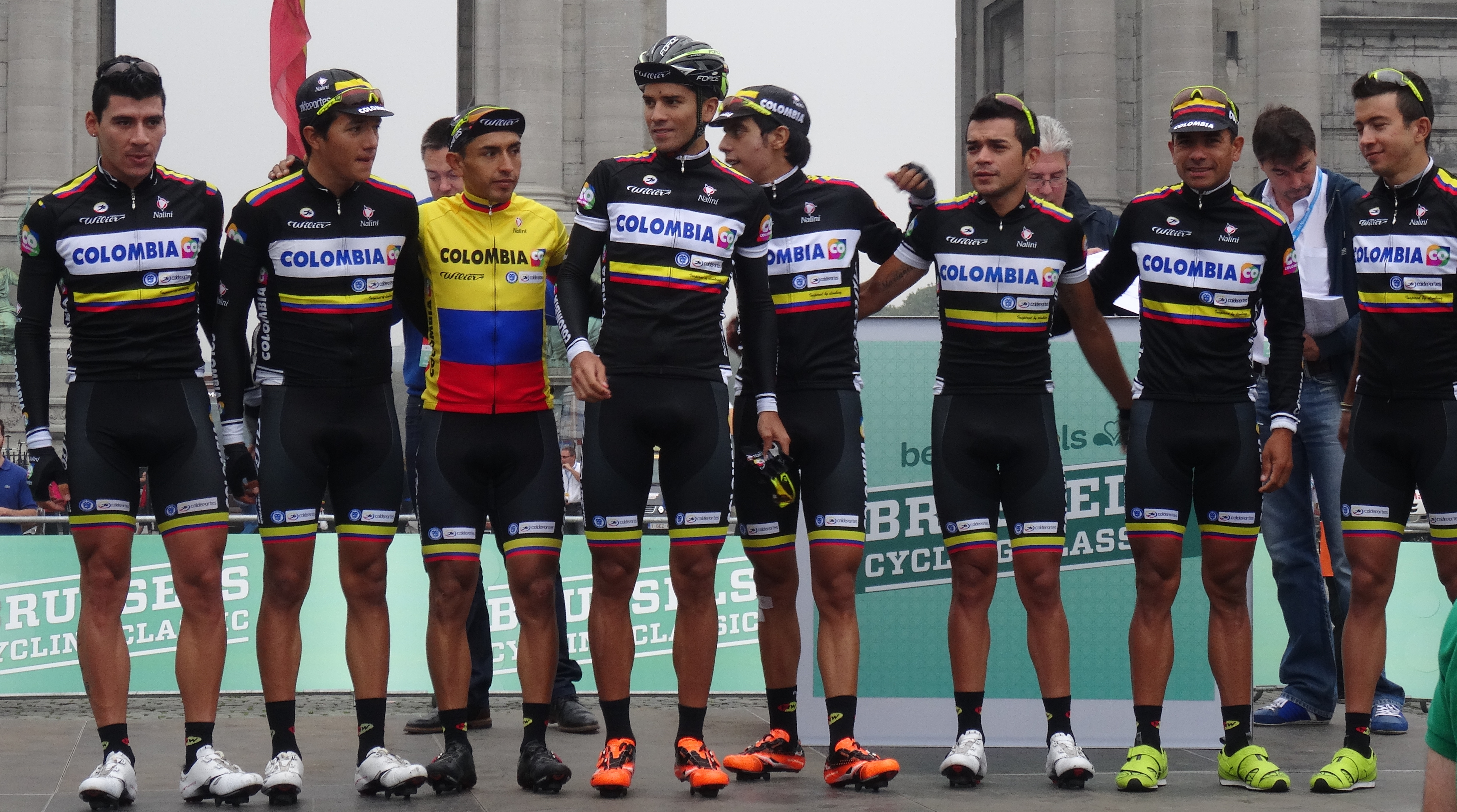
L'équipe lors de la Brussels Cycling Classic 2014.

| Cycliste             | Date de naissance | Nationalité | Équipe 2013                           |
| -------------------- | ----------------- | ----------- | ------------------------------------- |
| Juan Esteban Arango  | 9 octobre 1986    | Colombie    | Colombia                              |
| Edwin Ávila          | 21 novembre 1989  | Colombie    | Colombia                              |
| Robinson Chalapud    | 8 mars 1984       | Colombie    | Colombia                              |
| Edward Díaz          | 19 août 1994      | Colombie    | Lotería de Boyacá se atreve           |
| Fabio Duarte         | 11 juin 1986      | Colombie    | Colombia                              |
| Leonardo Duque       | 10 avril 1980     | Colombie    | Colombia                              |
| Luis Largo           | 14 avril 1990     | Colombie    | Indeportes Boyacá-EBSA                |
| Jarlinson Pantano    | 19 novembre 1988  | Colombie    | Colombia                              |
| Darwin Pantoja       | 25 septembre 1990 | Colombie    | Movistar Team America                 |
| Jonathan Paredes     | 4 avril 1989      | Colombie    | Supergiros-Blanco del Valle-Redetrans |
| Carlos Quintero      | 5 mars 1986       | Colombie    | Colombia                              |
| Dúber Quintero       | 23 août 1990      | Colombie    | Colombia                              |
| Jeffry Romero        | 4 octobre 1989    | Colombie    | Colombia                              |
| Miguel Ángel Rubiano | 3 octobre 1984    | Colombie    | Androni Giocattoli-Venezuela          |
| Rodolfo Torres       | 21 mars 1987      | Colombie    | Formesan-Bogotá Humana                |
| Juan Pablo Valencia  | 2 mai 1988        | Colombie    | Colombia                              |

Portraits
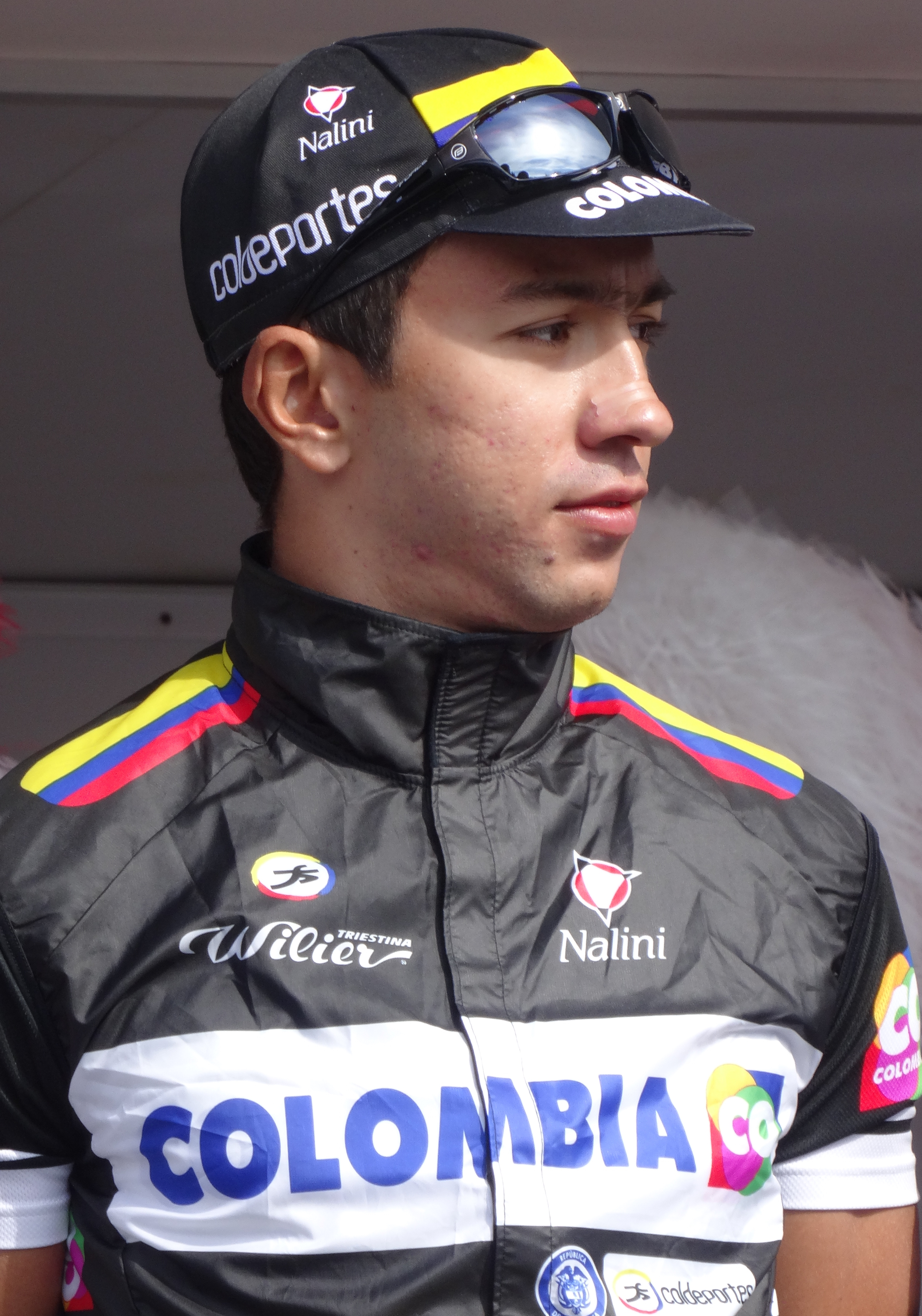
Juan Esteban Arango.
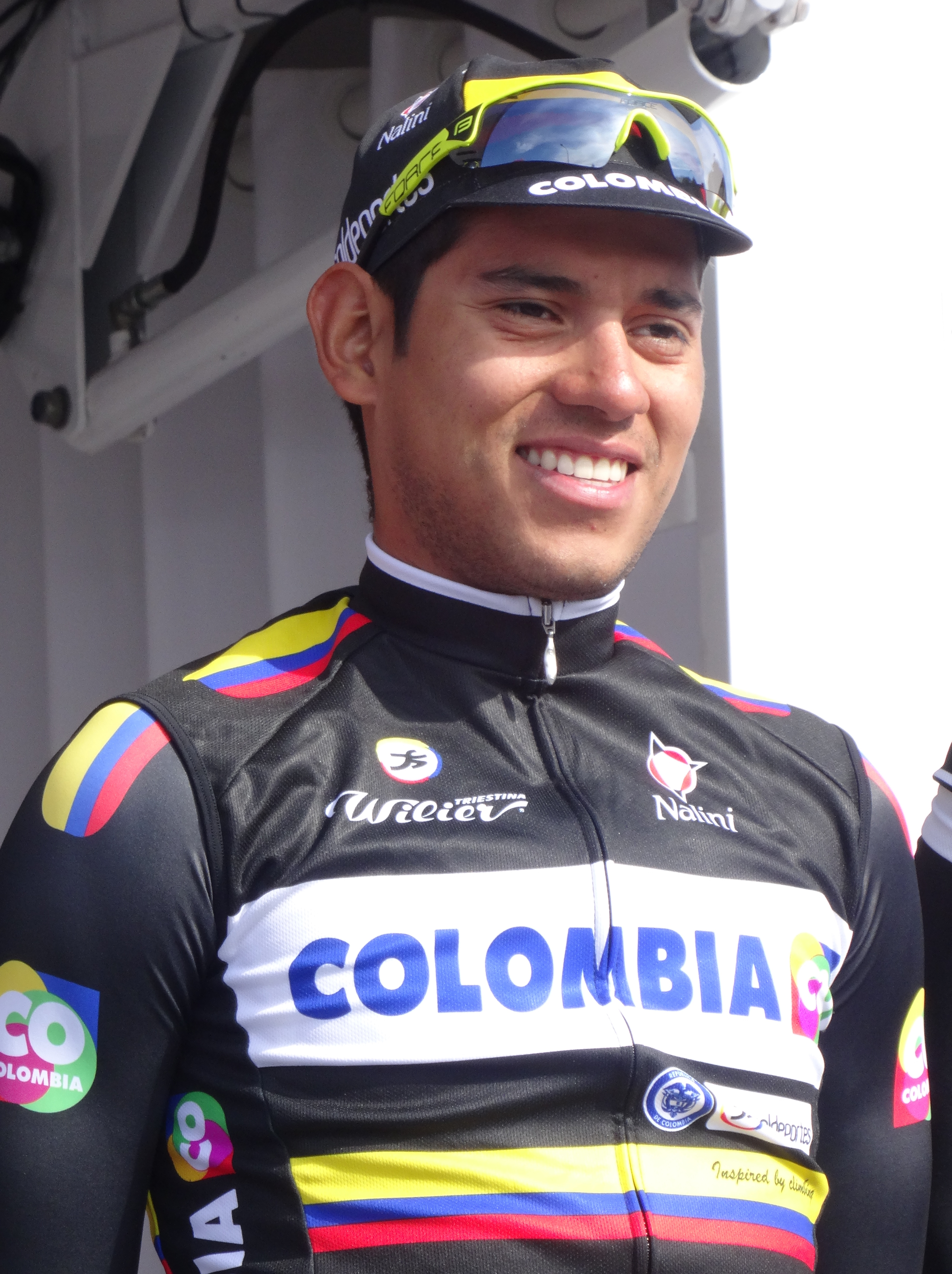
Edwin Ávila.
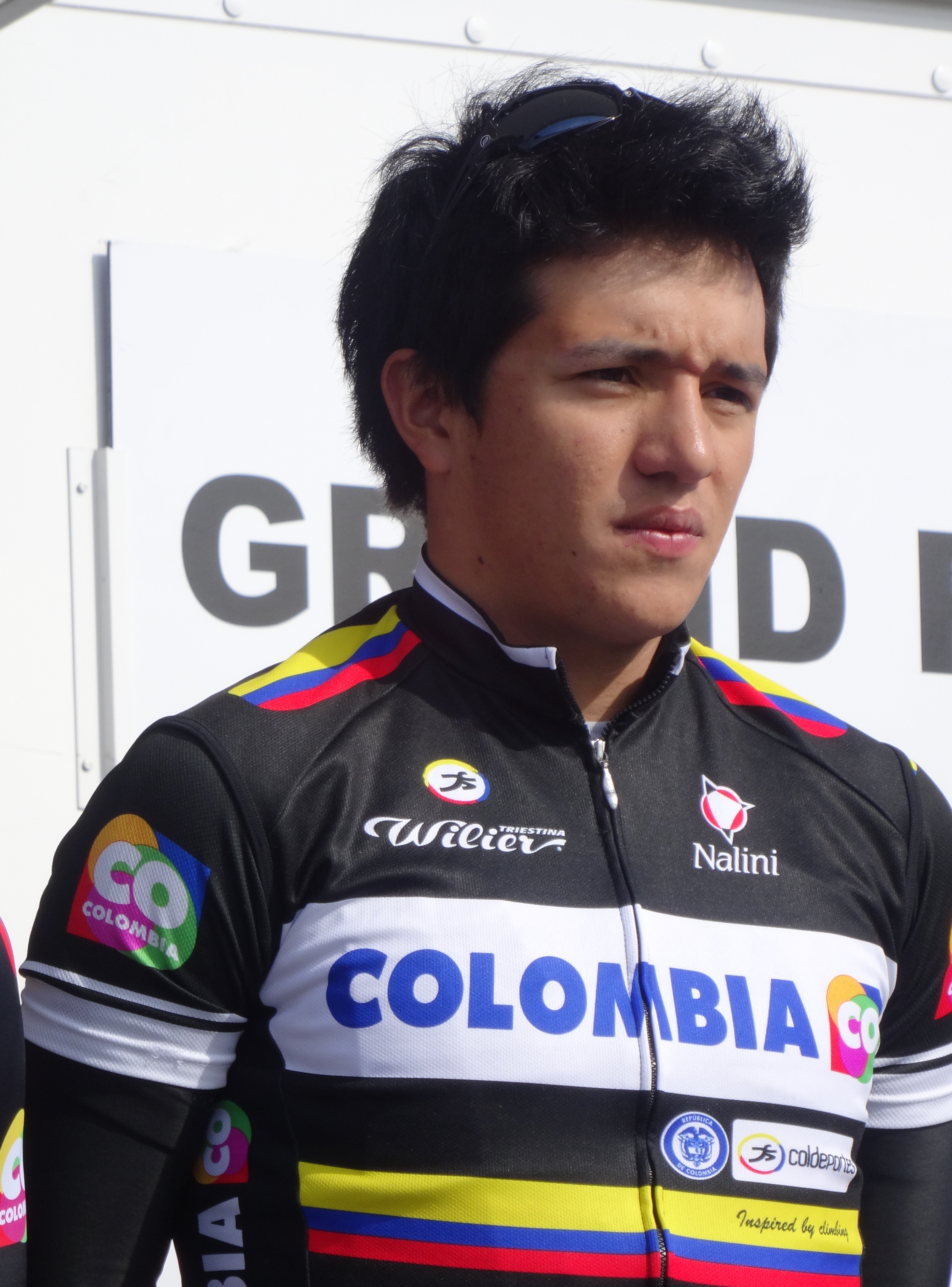
Edward Díaz.
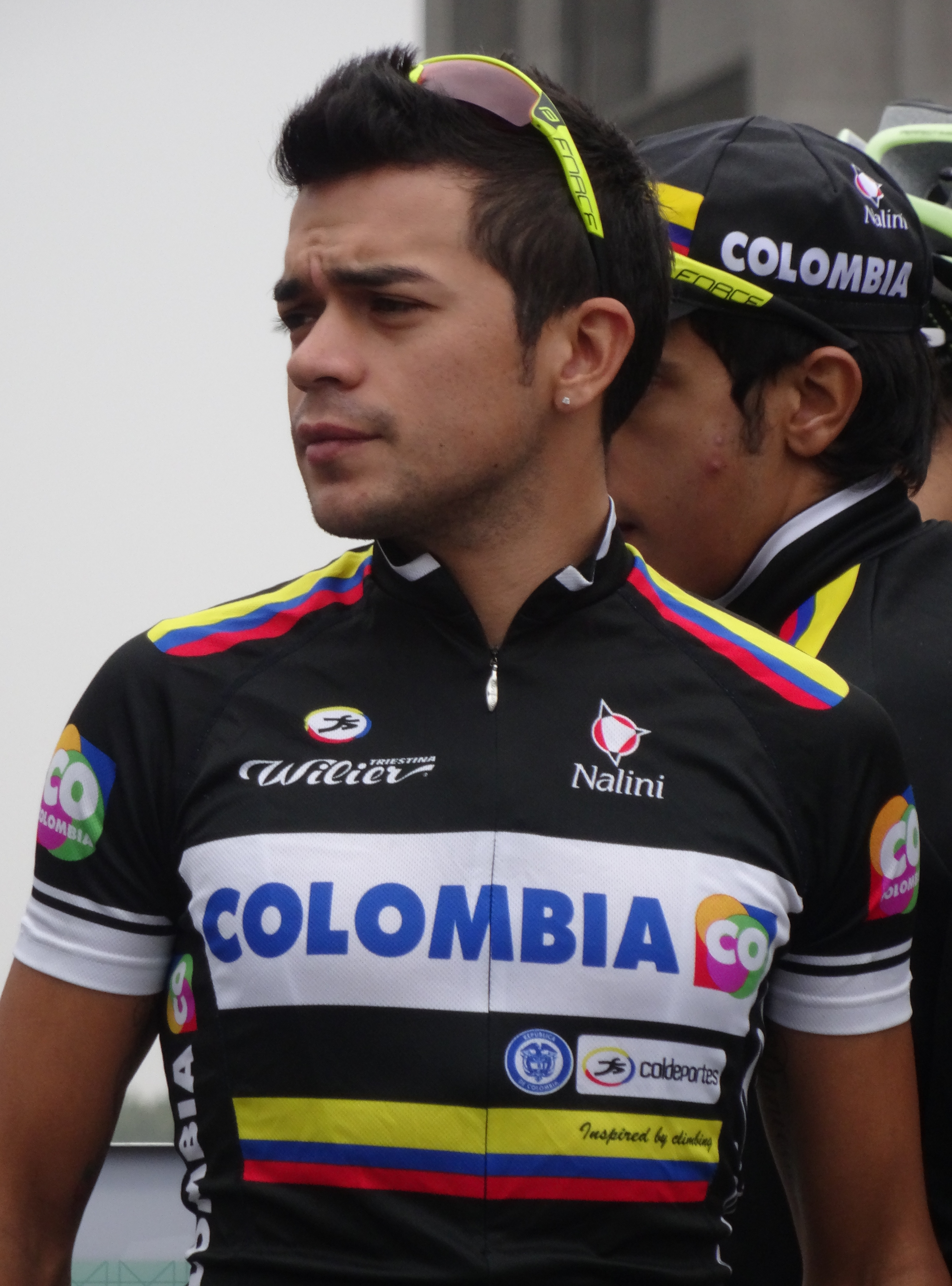
Fabio Duarte.
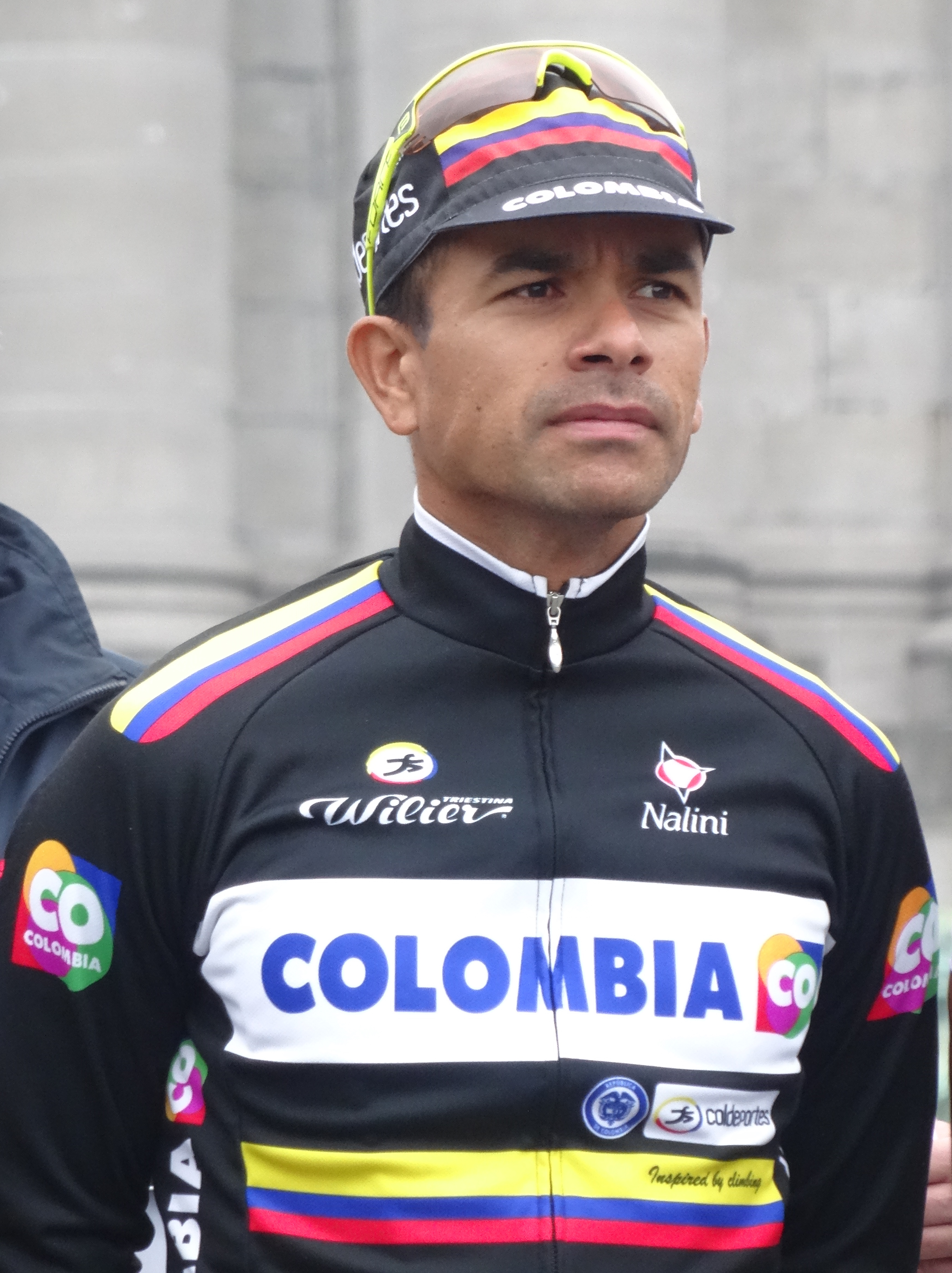
Leonardo Duque.
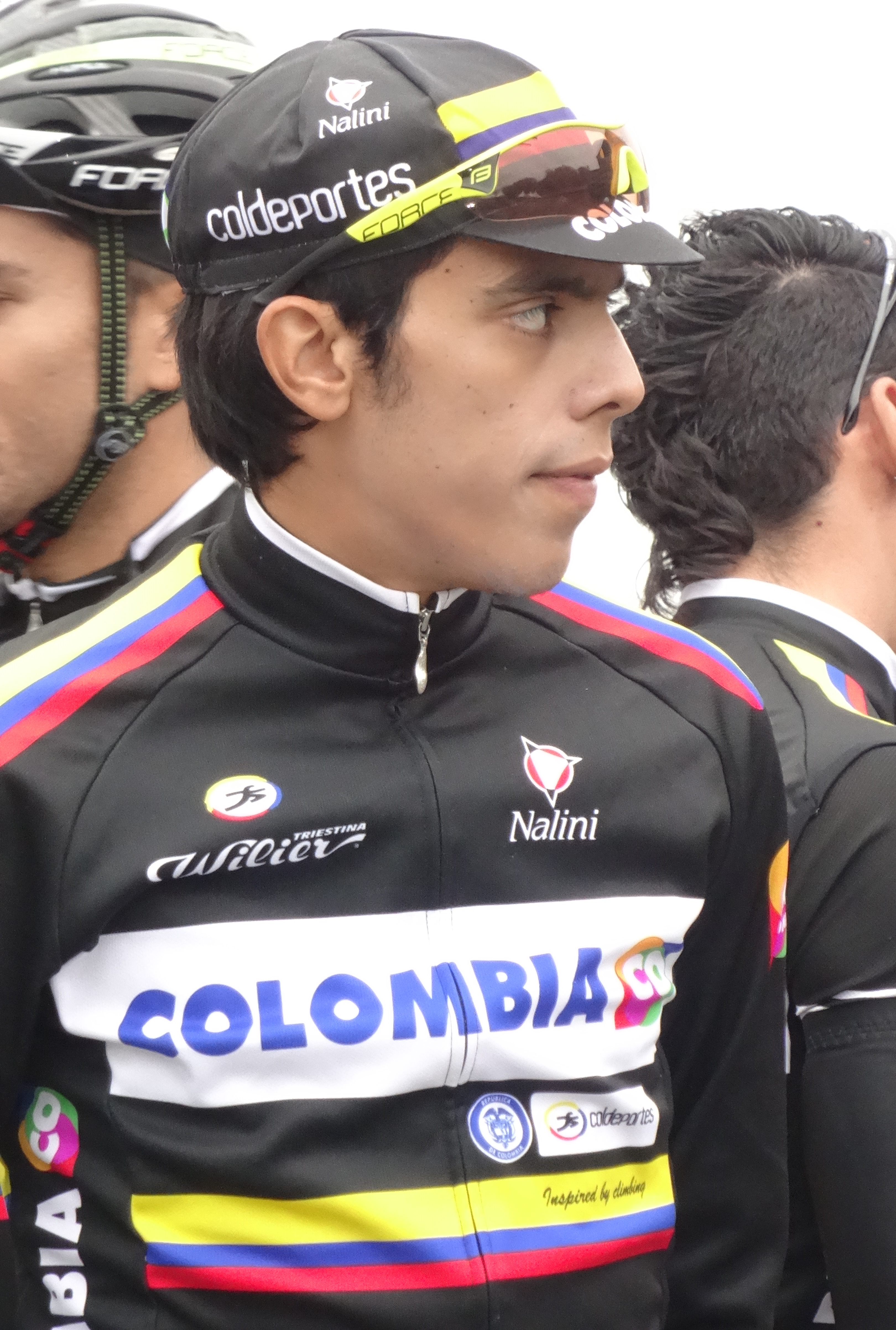
Jarlinson Pantano.
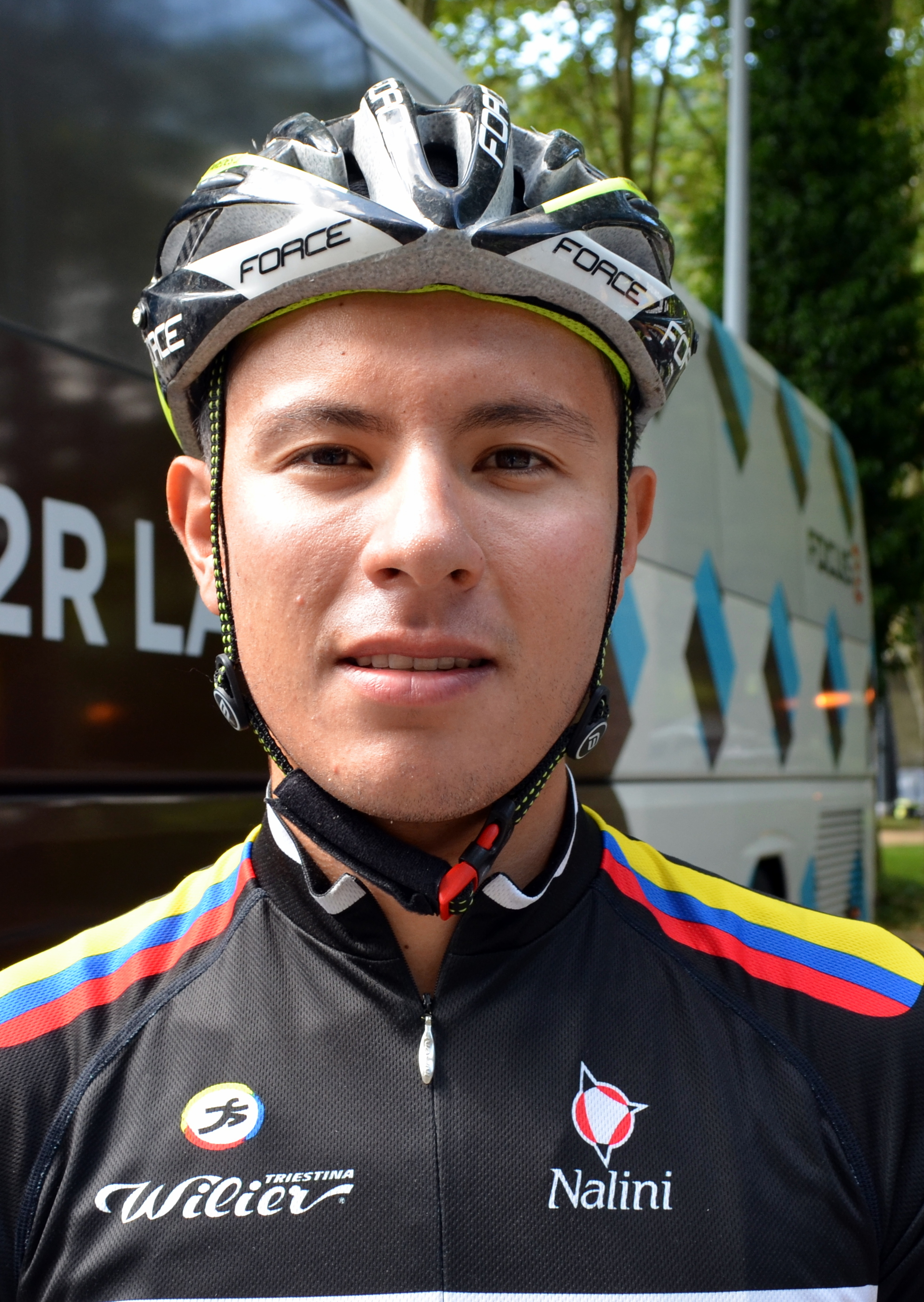
Jonathan Paredes.
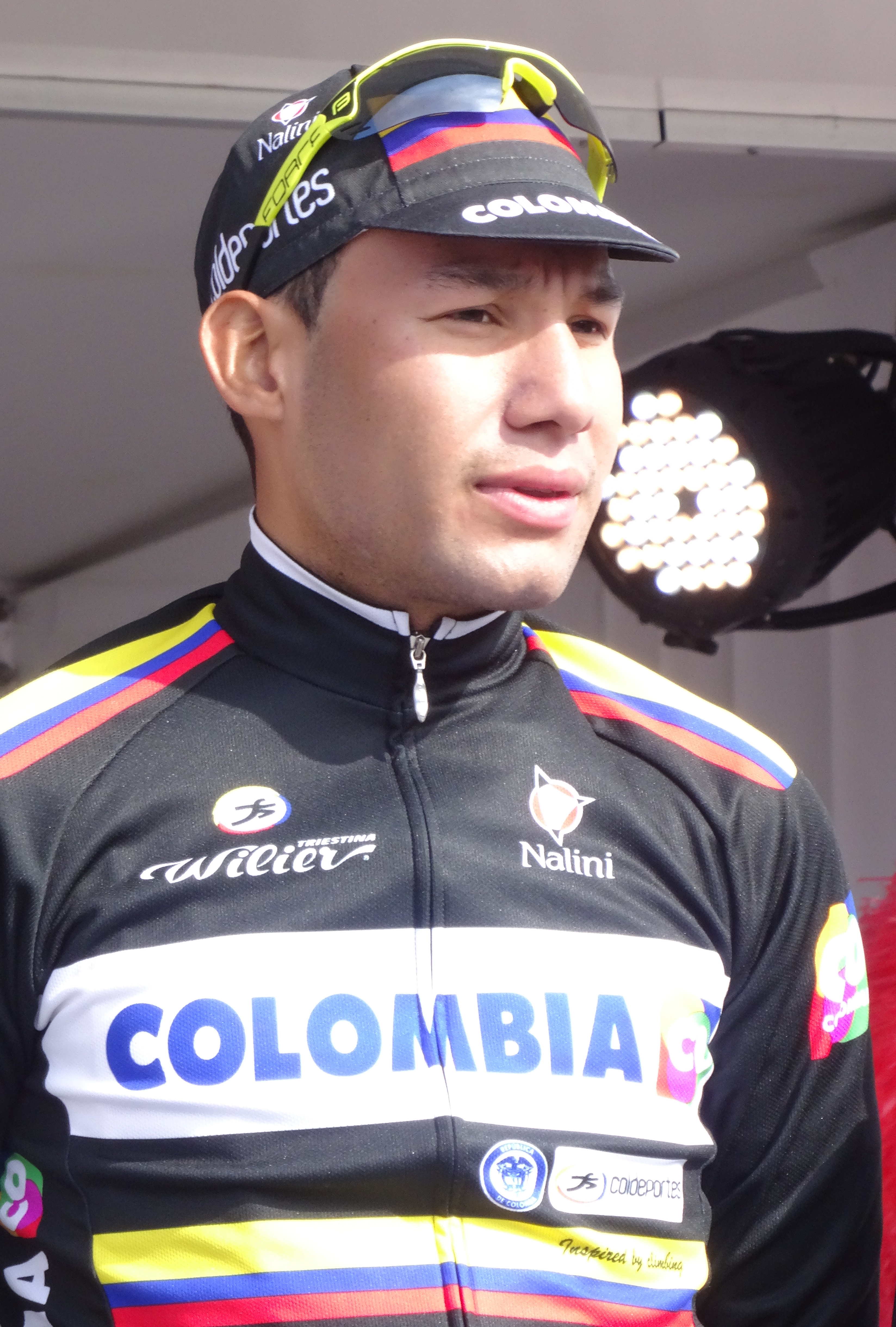
Dúber Quintero.
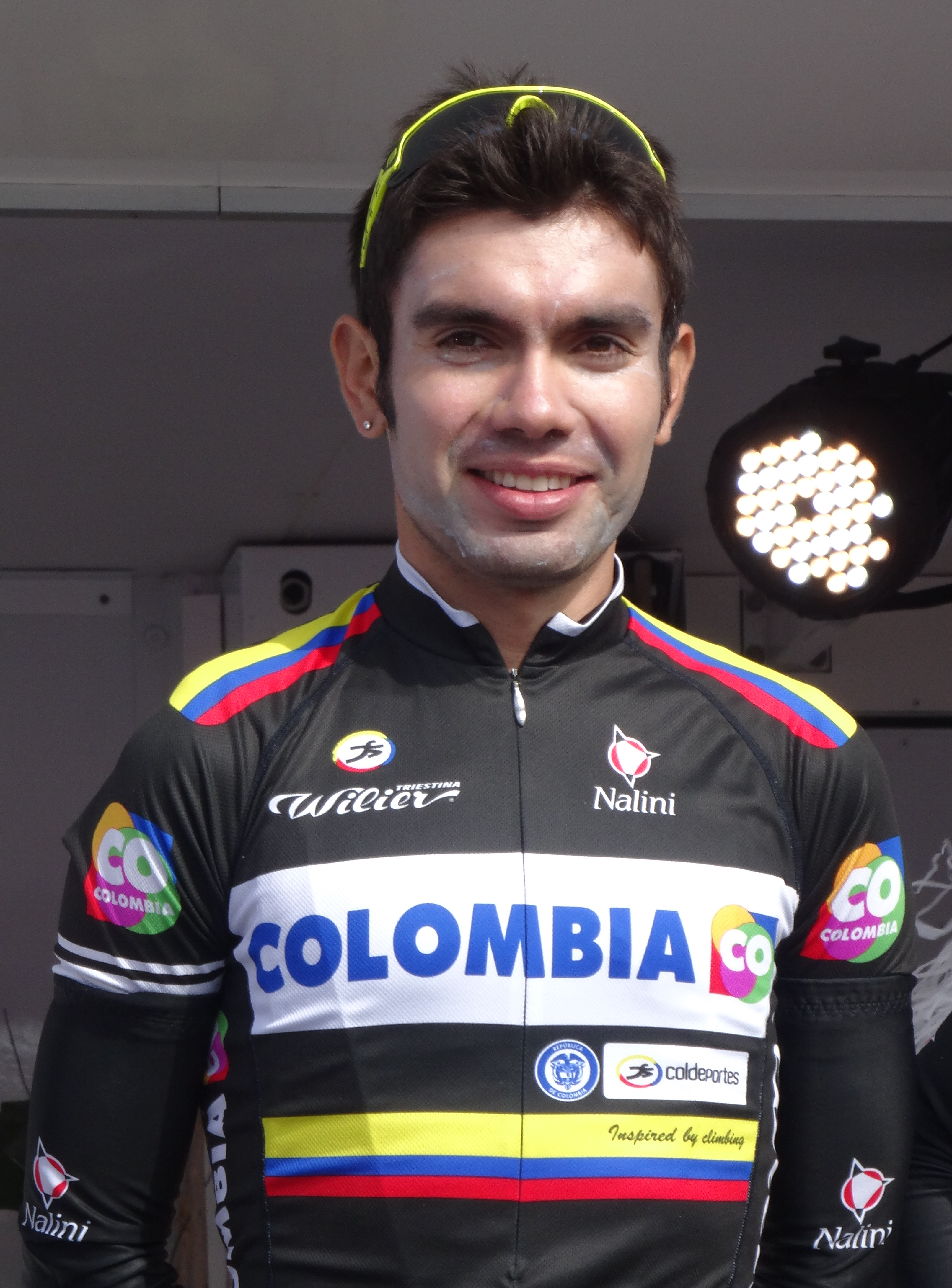
Jeffry Romero.
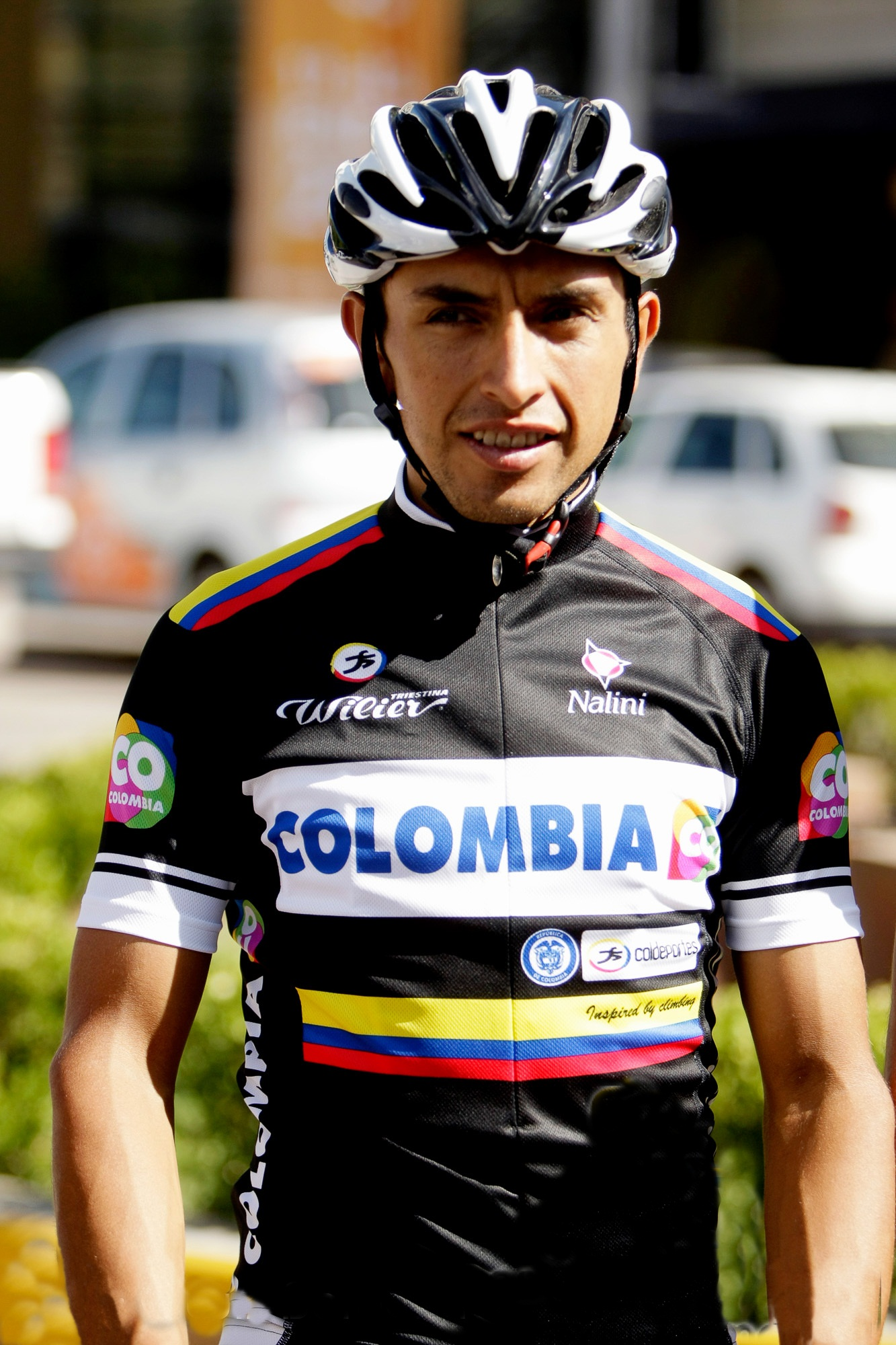
Miguel Ángel Rubiano.
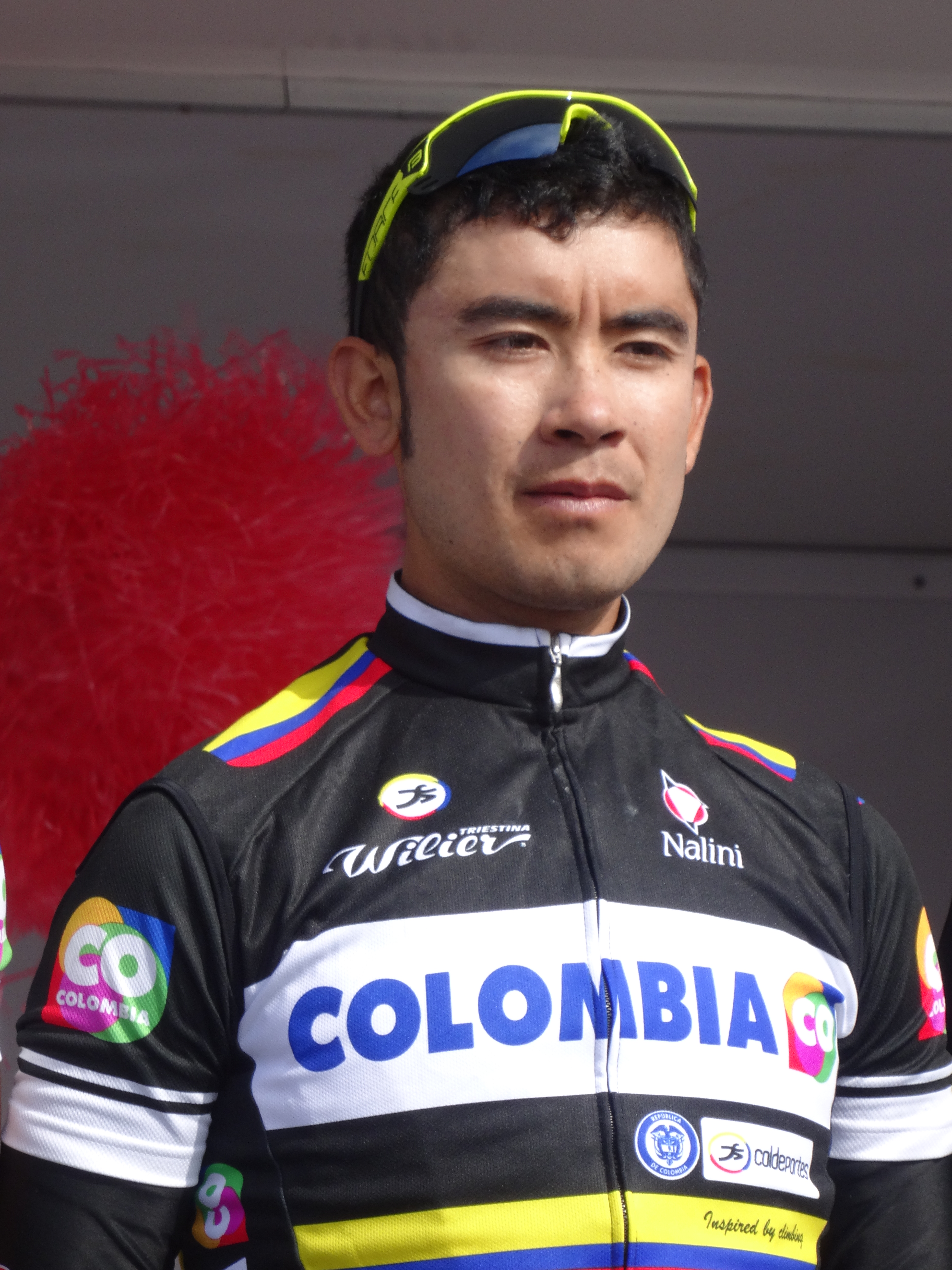
Rodolfo Torres.
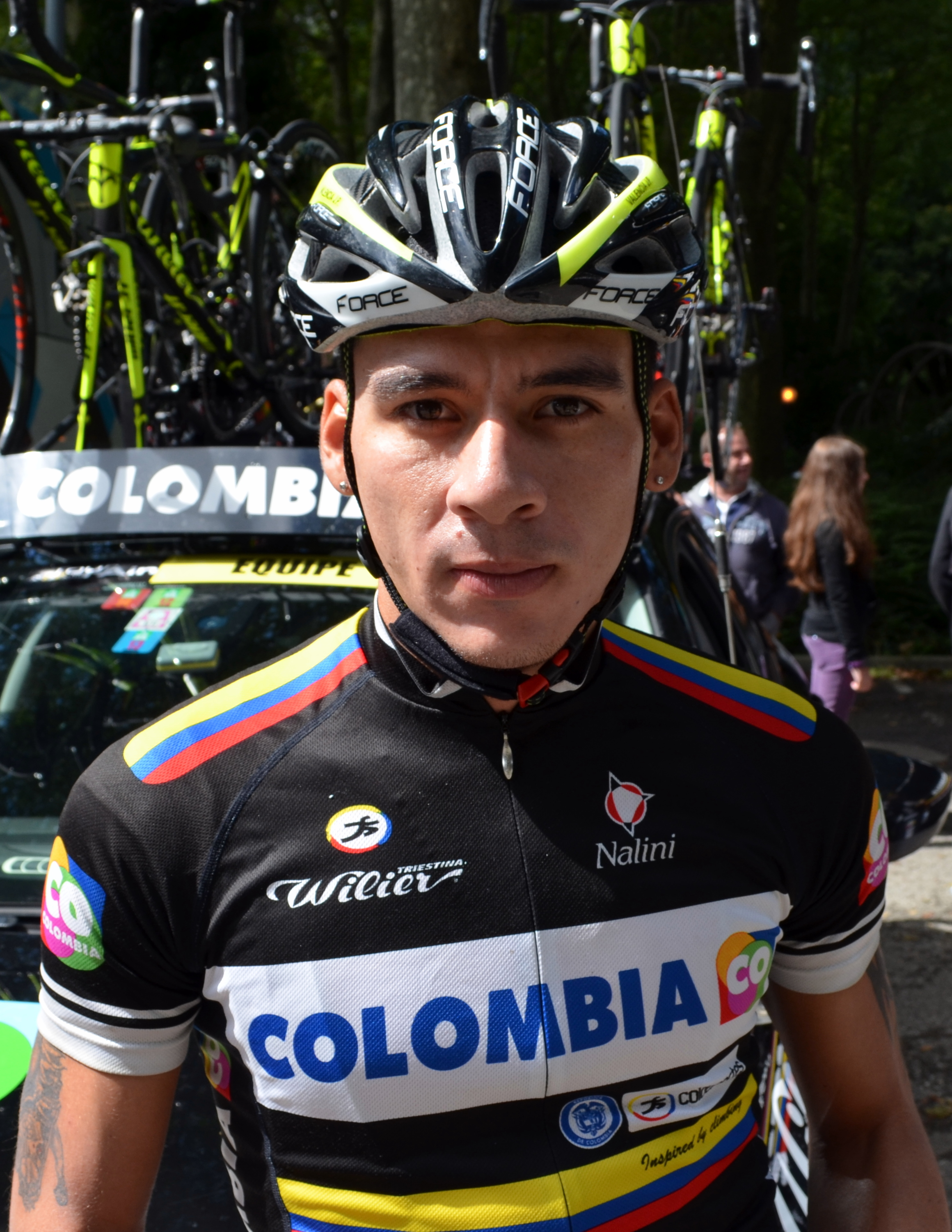
Juan Pablo Valencia.

## Bilan de la saison

### Victoires
| Date       | Course                            | Pays     | Classe | Vainqueur            |
| ---------- | --------------------------------- | -------- | ------ | -------------------- |
| 27/02/2014 | 1re étape du Tour de Langkawi     | Malaisie | 2.HC   | Dúber Quintero       |
| 12/04/2014 | Championnat de Colombie sur route | Colombie | CN     | Miguel Ángel Rubiano |
| 07/08/2014 | 2e étape du Tour de Colombie      | Colombie | 2.2    | Jeffry Romero        |

### Calendrier

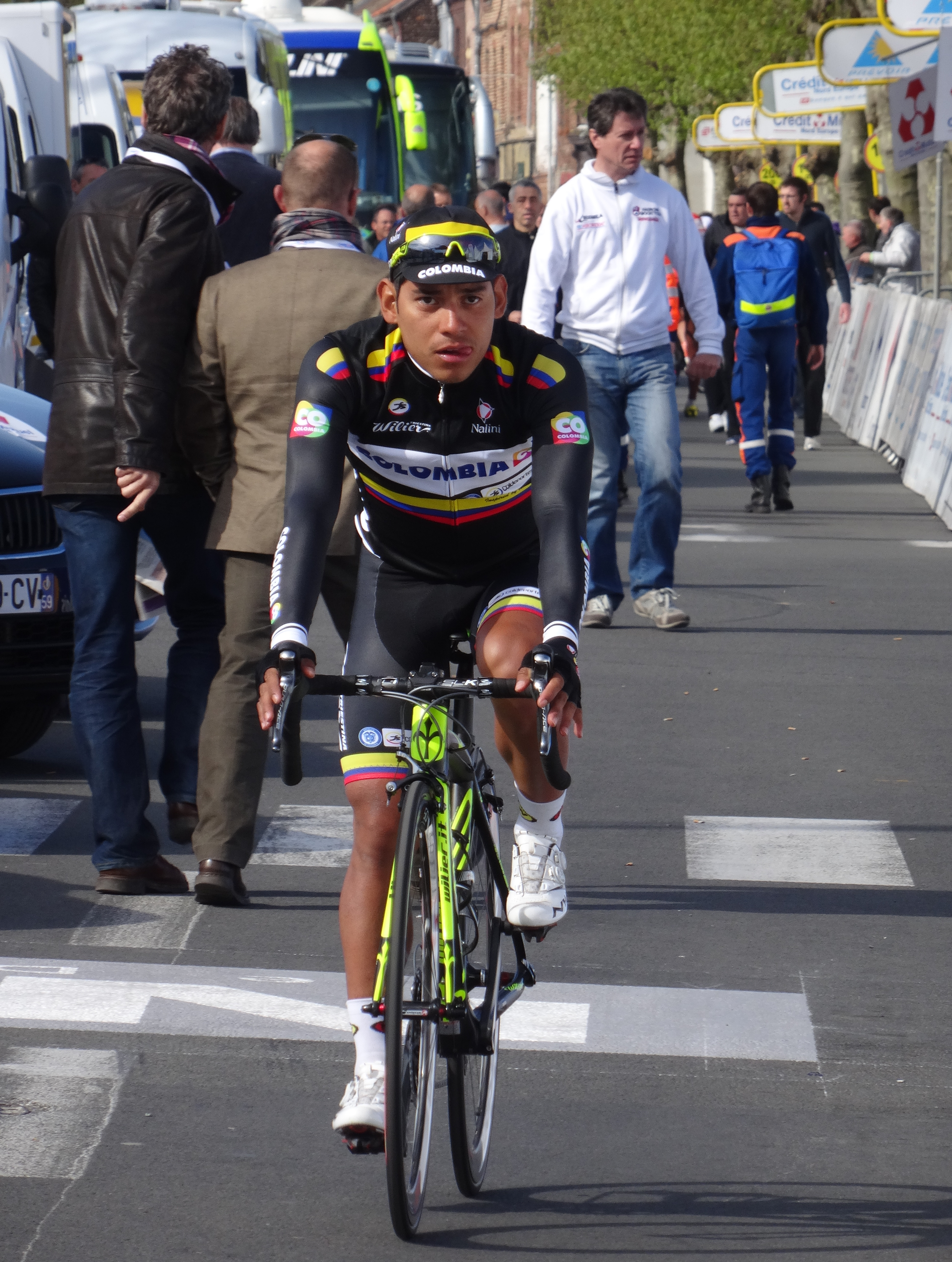
Edwin Ávila en train d'arriver au podium de la présentation des équipes lors du Grand Prix de Denain, course au terme de laquelle il a terminé à la 7e place.

| Date             | Course                                  | Pays        | Classe | Meilleur coureur     | Classement |
| ---------------- | --------------------------------------- | ----------- | ------ | -------------------- | ---------- |
| 20-26/01/2014    | Tour de San Luis                        | Argentine   | 2.1    | Miguel Ángel Rubiano | 12e        |
| 02/02/2014       | Grand Prix de la côte étrusque          | Italie      | 1.1    | Jarlinson Pantano    | 11e        |
| 05-09/02/2014    | Étoile de Bessèges                      | France      | 2.1    | Carlos Quintero      | 19e        |
| 13-16/02/2014    | Tour méditerranéen                      | France      | 2.1    | Fabio Duarte         | 24e        |
| 21/02/2014       | Trofeo Laigueglia                       | Italie      | 1.1    | Miguel Ángel Rubiano | 12e        |
| 22-23/02/2014    | Tour du Haut-Var                        | France      | 2.1    | Miguel Ángel Rubiano | 11e        |
| 27-02/08-03/2014 | Tour de Langkawi                        | Malaisie    | 2.HC   | Carlos Quintero      | 10e        |
| 02/03/2014       | Grand Prix de Lugano                    | Suisse      | 1.1    | Jarlinson Pantano    | 7e         |
| 06/03/2014       | GP de Camaiore                          | Italie      | 1.1    | Jarlinson Pantano    | 24e        |
| 08/03/2014       | Strade Bianche                          | Italie      | 1.1    | Miguel Ángel Rubiano | 24e        |
| 09/03/2014       | Roma Maxima                             | Italie      | 1.1    | Jarlinson Pantano    | 7e         |
| 20/03/2014       | Grand Prix Nobili Rubinetterie          | Italie      | 1.1    | Jarlinson Pantano    | 17e        |
| 27-30/03/2014    | Semaine internationale Coppi et Bartali | Italie      | 2.1    | Jarlinson Pantano    | 9e         |
| 29-30/03/2014    | Critérium international                 | France      | 2.HC   | Fabio Duarte         | 10e        |
| 8-11/04/2014     | Circuit de la Sarthe                    | France      | 2.1    | Rodolfo Torres       | 16e        |
| 12/04/2014       | Championnat de Colombie sur route       | Colombie    | CN     | Miguel Ángel Rubiano | Vainqueur  |
| 16/04/2014       | Flèche brabançonne                      | Belgique    | 1.HC   | Jeffry Romero        | 13e        |
| 17/04/2014       | GP de Denain                            | France      | 1.1    | Edwin Ávila          | 7e         |
| 22-25/04/2014    | Tour du Trentin                         | Italie      | 2.HC   | Fabio Duarte         | 4e         |
| 23/04/2014       | Flèche wallonne                         | Belgique    | WT     | Rodolfo Torres       | 59e        |
| 27/04/2014       | Liège-Bastogne-Liège                    | Belgique    | WT     | Jarlinson Pantano    | 56e        |
| 09-05/01-06/2014 | Tour d'Italie                           | Italie      | WT     | Fabio Duarte         | 28e        |
| 04-08/06/2014    | Tour de Luxembourg                      | Luxembourg  | 2.HC   | Robinson Chalapud    | 14e        |
| 12/06/2014       | Grand Prix du canton d'Argovie          | Suisse      | 1.1    | Juan Esteban Arango  | 15e        |
| 19-22/06/2014    | Tour de Slovénie                        | Slovénie    | 2.1    | Robinson Chalapud    | 29e        |
| 19-22/06/2014    | Route du Sud                            | France      | 2.1    | Rodolfo Torres       | 19e        |
| 24/06/2014       | Tour des Apennins                       | Italie      | 1.1    | Miguel Ángel Rubiano | 3e         |
| 26/07/2014       | GP de l'industrie et de l'artisanat     | Italie      | 1.1    | Jonathan Paredes     | 30e        |
| 27/07/2014       | Tour de Toscane                         | Italie      | 1.1    | Juan Esteban Arango  | 16e        |
| 06-17/08/2014    | Tour de Colombie                        | Colombie    | 2.2    | Miguel Ángel Rubiano | 10e        |
| 10/08/2014       | London Ride Classic                     | Royaume-Uni | 1.HC   | Edward Díaz          | 78e        |
| 12-16/08/2014    | Tour de l'Ain                           | France      | 2.1    | Edward Díaz          | 20e        |
| 19-22/08/2014    | Tour du Limousin                        | France      | 2.1    | Leonardo Duque       | 17e        |
| 24/08/2014       | Châteauroux Classic de l'Indre          | France      | 1.1    | Juan Pablo Valencia  | 34e        |
| 26-29/08/2014    | Tour du Poitou-Charentes                | France      | 2.1    | Juan Pablo Valencia  | 36e        |
| 06/09/2014       | Brussels Cycling Classic                | Belgique    | 1.HC   | Leonardo Duque       | 23e        |
| 07/09/2014       | Grand Prix de Fourmies                  | France      | 1.HC   | Leonardo Duque       | 31e        |
| 16/09/2014       | Coppa Bernocchi                         | Italie      | 1.1    | Juan Pablo Valencia  | 16e        |
| 17/09/2014       | Coppa Agostoni                          | Italie      | 1.1    | Miguel Ángel Rubiano | 9e         |
| 18/09/2014       | Trois vallées varésines                 | Italie      | 1.HC   | Rodolfo Torres       | 21e        |
| 21/09/2014       | Mémorial Marco Pantani                  | Italie      | 1.1    | Miguel Ángel Rubiano | 11e        |
| 1er/10/2014      | Milan-Turin                             | Italie      | 1.HC   | Jarlinson Pantano    | 25e        |
| 05/10/2014       | Tour de Lombardie                       | Italie      | WT     | Miguel Ángel Rubiano | 53e        |
| 09/10/2014       | Coppa Sabatini                          | Italie      | 1.1    | Robinson Chalapud    | 10e        |
| 11/10/2014       | Tour d'Émilie                           | Italie      | 1.HC   | Miguel Ángel Rubiano | 12e        |
| 12/10/2014       | Grand Prix Bruno Beghelli               | Italie      | 1.HC   | Miguel Ángel Rubiano | 14e        |

### Résultats sur les courses majeures
Les tableaux suivants représentent les résultats de l'équipe dans les principales courses du calendrier international dans lesquelles l'équipe bénéficie d'une invitation (deux des cinq classiques majeures et le Tour d'Italie). Pour chaque épreuve est indiqué le meilleur coureur de l'équipe, son classement ainsi que les accessits glanés par Colombia sur les courses de trois semaines.

#### Classiques
| Classique            | Milan-San Remo | Tour des Flandres | Paris-Roubaix | Liège-Bastogne-Liège    | Tour de Lombardie          |
| -------------------- | -------------- | ----------------- | ------------- | ----------------------- | -------------------------- |
| Coureur (classement) | Non invitée    | Non invitée       | Non invitée   | Jarlinson Pantano (56e) | Miguel Ángel Rubiano (53e) |

#### Grands tours
| Grand tour           | Tour d'Italie      | Tour de France | Tour d'Espagne |
| -------------------- | ------------------ | -------------- | -------------- |
| Coureur (classement) | Fabio Duarte (28e) | Non invitée    | Non invitée    |
| Accessits            | -                  | -              | -              |

### Classements UCI

#### UCI America Tour
L'équipe Colombia termine à la 23e place de l'America Tour avec 53 points. Ce total est obtenu par l'addition des points des huit meilleurs coureurs de l'équipe au classement individuel, cependant seuls trois coureurs sont classés,.
| Rang | Coureur              | Points |
| ---- | -------------------- | ------ |
| 78   | Miguel Ángel Rubiano | 38     |
| 194  | Jeffry Romero        | 13     |
| 427  | Robinson Chalapud    | 2      |

#### UCI Asia Tour
L'équipe Colombia termine à la 37e place de l'Asia Tour avec 79 points. Ce total est obtenu par l'addition des points des huit meilleurs coureurs de l'équipe au classement individuel, cependant seuls quatre coureurs sont classés,.
| Rang | Coureur         | Points |
| ---- | --------------- | ------ |
| 75   | Dúber Quintero  | 50     |
| 186  | Leonardo Duque  | 17     |
| 308  | Carlos Quintero | 8      |
| 388  | Jeffry Romero   | 4      |

#### UCI Europe Tour
L'équipe Colombia termine à la 51e place de l'Europe Tour avec 200 points. Ce total est obtenu par l'addition des points des huit meilleurs coureurs de l'équipe au classement individuel,.
| Rang  | Coureur              | Points |
| ----- | -------------------- | ------ |
| 200   | Miguel Ángel Rubiano | 67     |
| 251   | Fabio Duarte         | 53     |
| 348   | Jarlinson Pantano    | 40     |
| 701   | Edwin Ávila          | 12     |
| 763   | Robinson Chalapud    | 10     |
| 766   | Leonardo Duque       | 10     |
| 940   | Jeffry Romero        | 5      |
| 1 026 | Juan Esteban Arango  | 3      |